# Hughie Lee-Smith
Hughie Lee-Smith (ur. 20 września 1915 w Eustis, zm. 23 lutego 1999 w Albuquerque – afroamerykańska malarka i pedagog.

## Życiorys
Mając dziesięć lat wraz z wychowującą ją babcią przeniosła się do Cleveland, gdzie rozpoczęła naukę w Cleveland Museum of Art. Kontynuowała ją w Cleveland Instytute of Art, John Hutington Polytechnic Institute, School of Art Detroit Society. W Wayne State University w Detroit obroniła tytuł licencjata.
Po ukończeniu studiów rozpoczęła pracę jako nauczycielka tańca międzynarodowego, na ten okres przypada początek jej twórczości malarskiej. W początkowym okresie jej obrazy ukazywały nastroje społeczeństwa amerykańskiego, na które ogromny wpływ miały Wielki kryzys i zorganizowanie „Works Progress Administration” (ogólnonarodowy program prac społecznych zorganizowanych przez rząd USA), w który zaangażowano również artystów. Hughie Lee-Smith pracowała w Ohio, tam namalowała mural zatytułowany „Historia czarnoskórych w US Navy”. W 1953 została nagrodzona przez Detroit Institute of Arts. W 1958 przeniosła się do Nowego Jorku, gdzie studiowała w Art Students League of New York. Po ukończeniu nauki przeniosła się do New Jersey. W tym czasie jej twórczość została zauważona przez media, The New York Times pisał o jej twórczości w samych superlatywach. Odnajdowano w jej obrazach elementów kubizmu, surrealizmu a nade wszystko osobistej ekspresji. W 1963 Lee-Smith została członkiem National Academy of Design (była drugą osobą o afroamerykańskim pochodzeniu przyjętą do tego stowarzyszenia). W 1994 otrzymała zlecenie namalowania portretu Davida Dinkinsa, który był we wcześniejszych latach burmistrzem Nowego Jorku. Obraz był przeznaczony do ekspozycji w New York City Hall. Obrazy pędza Hughie Lee-Smith znajdują się w wielu muzeach i galeriach USA. Kolekcje od 1988 są w New Jersey State Museum oraz Studio Museum of Harlem, a od 1997 w Ogunquit Museum of American Art. Pojedyncze obrazy Lee-Smith można odnaleźć w zbiorach Metropolitan Museum of Art, National Museum of American Art, Detroit Institute of Art, Howard University i Schomburg Center for Research in Black Culture na Manhattanie.